# Frontignan
Frontignan è un comune francese di 22 868 abitanti situato nel dipartimento dell'Hérault nella regione dell'Occitania.

## Società

### Evoluzione demografica
Abitanti censiti

## Amministrazione

### Gemellaggi
Frontignan è gemellata con:
| - Gaeta - Vizela - Pineda de Mar, dal 2010 |